# Beleg van Zutphen (1591)

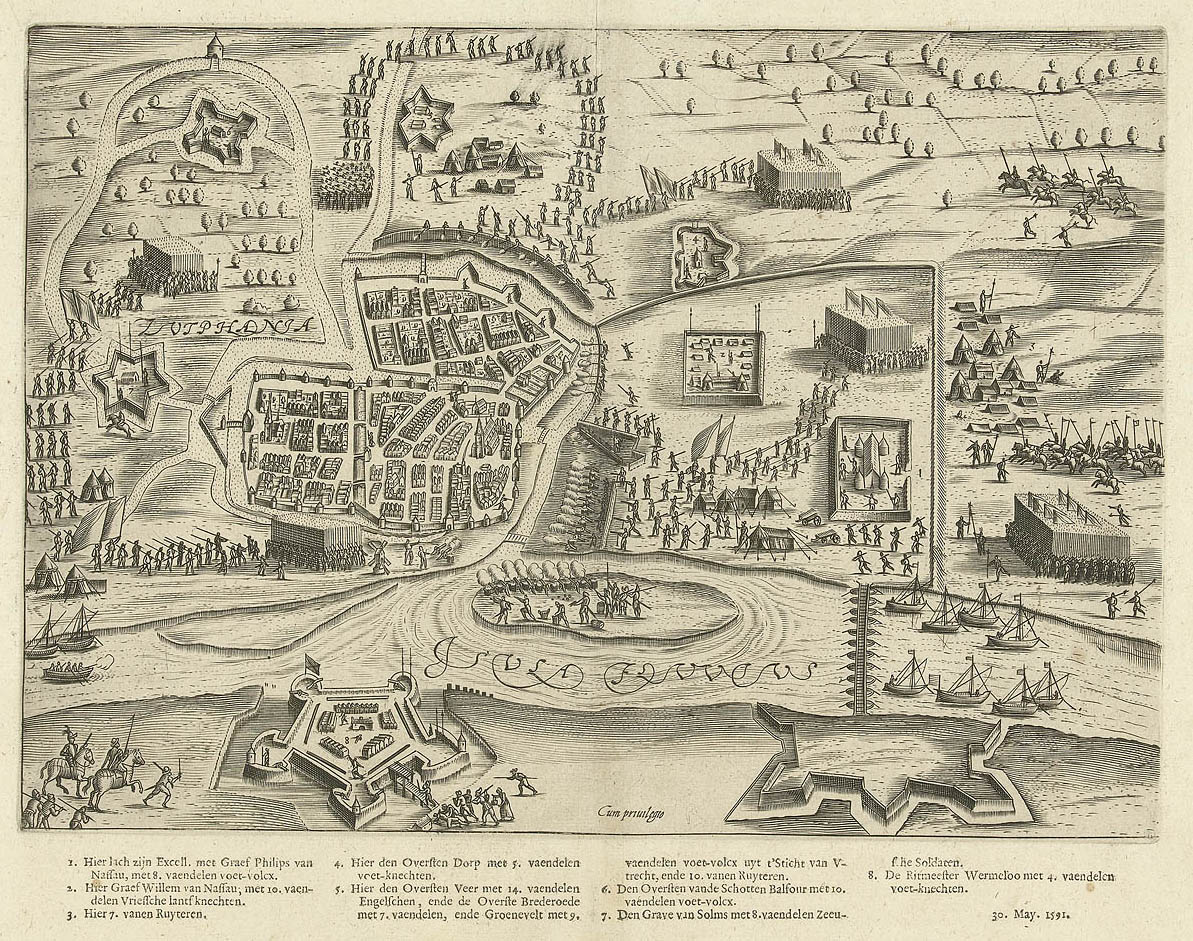
De grote schans bij verrassing op 24 mei en de stad op 30 mei 1591 ingenomen door Maurits

Het Beleg van Zutphen is een belegering van de stad Zutphen door Staatse troepen onder leiding van Maurits van Nassau, tijdens de Tachtigjarige Oorlog.

## Aanloop naar het beleg
Zutphen was een Hanzestad aan de oostoever van rivier de IJssel. Op de westoever van de IJssel lag nog een grote, sterke schans. Het had een roerige periode achter de rug. In het jaar 1572 werd de stad eerst veroverd door Staatse troepen onder leiding van Willem IV van den Bergh, waarna de stad later werd heroverd door de Spanjaarden onder leiding van Don Frederik. Geschiedschrijving tot in de 21e eeuw maakte melding dat hierbij honderden inwoners geëxecuteerd werden, het 'Bloedbad van Zutphen'. Nader onderzoek heeft duidelijk gemaakt dat dit beeld onjuist is.
Na de pacificatie van Gent van eind 1576 vertrokken de Spaanse troepen in april 1577 uit de stad. Begin 1578 werd Jan van Nassau stadhouder van Gelre. Hij wist te bewerkstelligen dat Zutphen zich bij de Unie van Utrecht aansloot. Er werd daarna een strenge godsdienstpolitiek ingevoerd met een monopoliepositie voor de gereformeerde godsdienst. Katholieke bestuurders van de stad werden vervangen door gereformeerde. In 1583 kwam Zutphen weer in Spaanse handen. De stad werd opnieuw geplunderd. Er vond opnieuw een wisseling van stadsbestuurders plaats. Er was sprake van een vorm van schrikbewind door de gouverneur Vasquez Davila. In de periode van 1572 tot aan 1591 vond hiernaast ook nog tweemaal een mislukte belegering plaats. 
Maurits begon in 1591 een veldtocht in het oosten van de Nederlanden. Het jaar ervoor had hij nog Breda met een list weten te veroveren. Zutphen was zijn eerste doel in 1591. Hij wilde tijdens zijn veldtocht steden aanvallen die langs waterwegen lagen, om zo snel mogelijk de troepen en het geschut te kunnen verplaatsen en ook de vijand zo min mogelijk tijd te kunnen geven om versterkingen te kunnen halen. Met 100 schepen liet hij 9000 soldaten en nog eens 1600 ruiters naar Zutphen transporteren. Door het snelle werken kon Maurits in vijf dagen 29 kanonnen gereed stellen.

## Belegering
Tijdens de belegering van de stad gebruikte Maurits wederom een list. Hij liet een aantal van zijn soldaten zich verkleden als boer. Deze liet hij opjagen door zijn ruiterij, waardoor ze als vluchtelingen door de Spaanse troepen de Grote Schans in werden gelaten. Hierdoor konden de troepen in de schans overmeesterd worden. Niet lang erna gaf de stad zich ook over aan de Staatse troepen.

## Nasleep
Na het beleg trok Maurits met zijn troepen richting het noorden. Coevorden was eerst zijn volgende doel, maar hij besloot onderweg om Deventer te belegeren en veroverde deze stad tijdens het Beleg van Deventer. Daarna ging hij door naar Delfzijl, zodat hij daarna Groningen kon gaan belegeren.
1473: Beleg door Karel de Stoute ·
1481: Beleg door Bourgondiërs ·
1572: Inname door Willem van den Bergh ·
1572: Bloedbad van Zutphen ·
1584: Beleg door Hohenlohe ·
1586: Beleg door Dudley · Slag bij Warnsveld ·
1591: Beleg door Maurits ·
1672: Beleg door Fransen